# Covão do Lobo
Covão do Lobo ist ein Ort und eine ehemalige Gemeinde (Freguesia) im portugiesischen Kreis Vagos. Die Gemeinde hatte 1061 Einwohner (Stand 30. Juni 2011).
Am 29. September 2013 wurden die Gemeinden Covão do Lobo und Fonte de Angeão zur neuen Gemeinde União das Freguesias de Fonte de Angeão e Covão do Lobo zusammengeschlossen.